# Psilotum complanatum
Psilotum complanatum är en kärlväxtart som beskrevs av Olof Swartz. Psilotum complanatum ingår i släktet Psilotum och familjen Psilotaceae. Inga underarter finns listade i Catalogue of Life.

## Bildgalleri

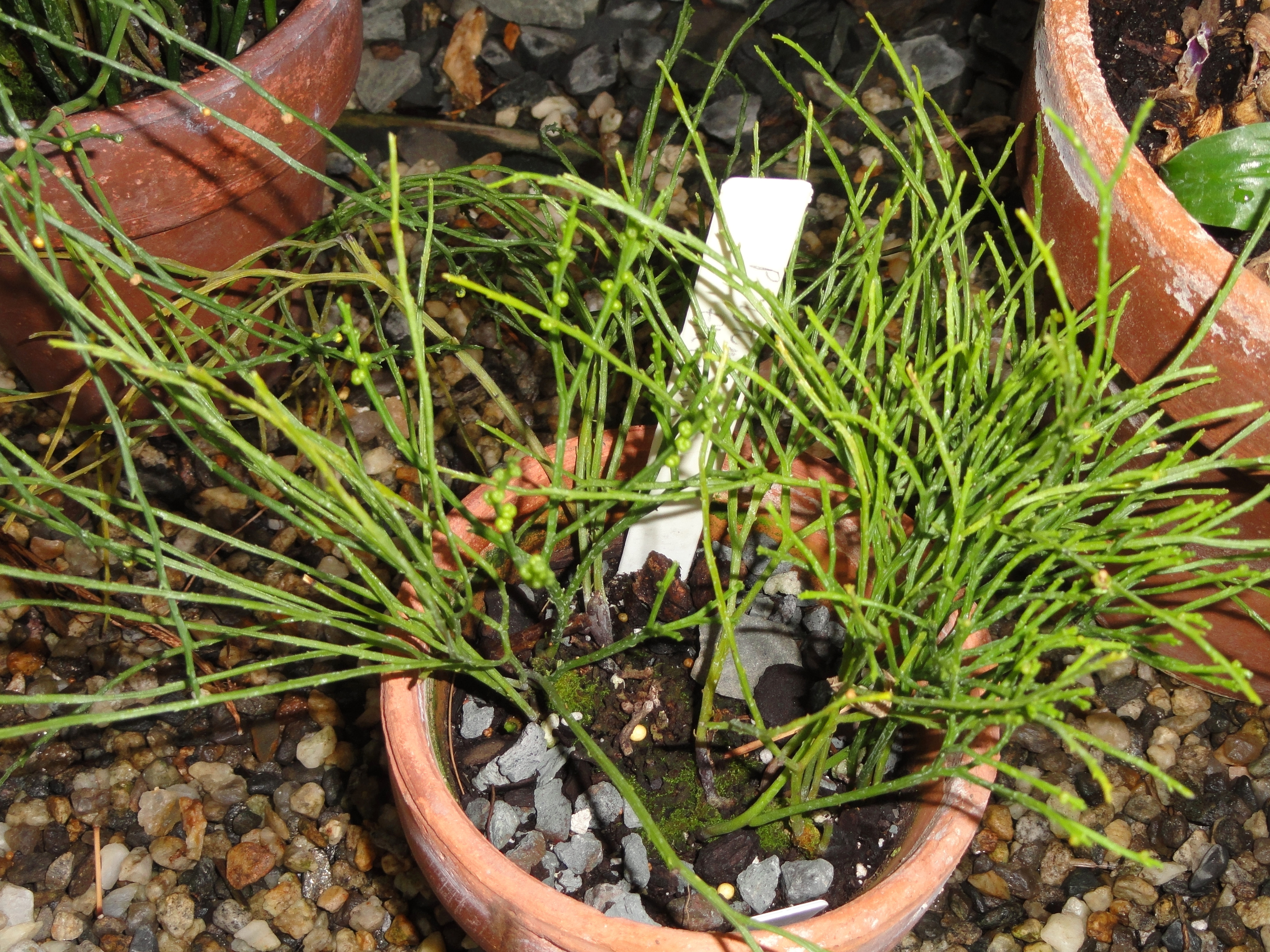